# Острый коронарный синдром
Острый коронарный синдром (ОКС) — совокупность патологических реакций организма, возникающих при развитии ИБС с подъёмом сегмента ST, инфаркта миокарда без подъёма сегмента ST или нестабильной стенокардии. Любая группа клинических признаков или симптомов, позволяющих подозревать острый инфаркт миокарда или нестабильную стенокардию.
Термин ОКС был введён, поскольку начальные проявления и некоторые принципы лечения вышеуказанных заболеваний часто схожи. Использование данного термина в клинической практике позволяет облегчить диагностику и, как следствие, ускорить оказание медицинской помощи на догоспитальном этапе и сразу после поступления больного в стационар.
Причиной является спазм коронарных сосудов или тромбоз различной степени выраженности над надрывом атеросклеротической бляшки или эрозией эндотелия коронарной артерии, и последующих дистальных тромбоэмболий. Отдельно выделяется аллергический острый коронарный синдром (Синдром Коуниса), обусловленный выделением медиаторов воспаления тучными клетками.